# Henryk Ryszard Tomaszewski
Henryk Ryszard Tomaszewski (ur. 1 listopada 1948 w Olsztynie) – polski duchowny protestancki, historyk Kościoła specjalizujący się w dziejach polskich wspólnot ewangelikalnych w Polsce, ekumenista, wydawca Ekumenicznego Przekładu Przyjaciół, biznesmen. Piastował funkcję sekretarza w zarządzie Zjednoczonego Kościoła Ewangelicznego oraz Kościoła Chrystusowego, pracował w redakcji miesięcznika „Chrześcijanin” i kwartalnika „Słowo i Życie”, zajmował się także działalnością naukową. Część jego wniosków jako badacza spotkała się z krytyką ze strony innych badaczy. Zgromadzone przez siebie archiwa odnośnie do Zjednoczonego Kościoła Ewangelicznego oraz Kościoła Chrystusowego przekazał do Archiwum Akt Nowych.

## Życiorys

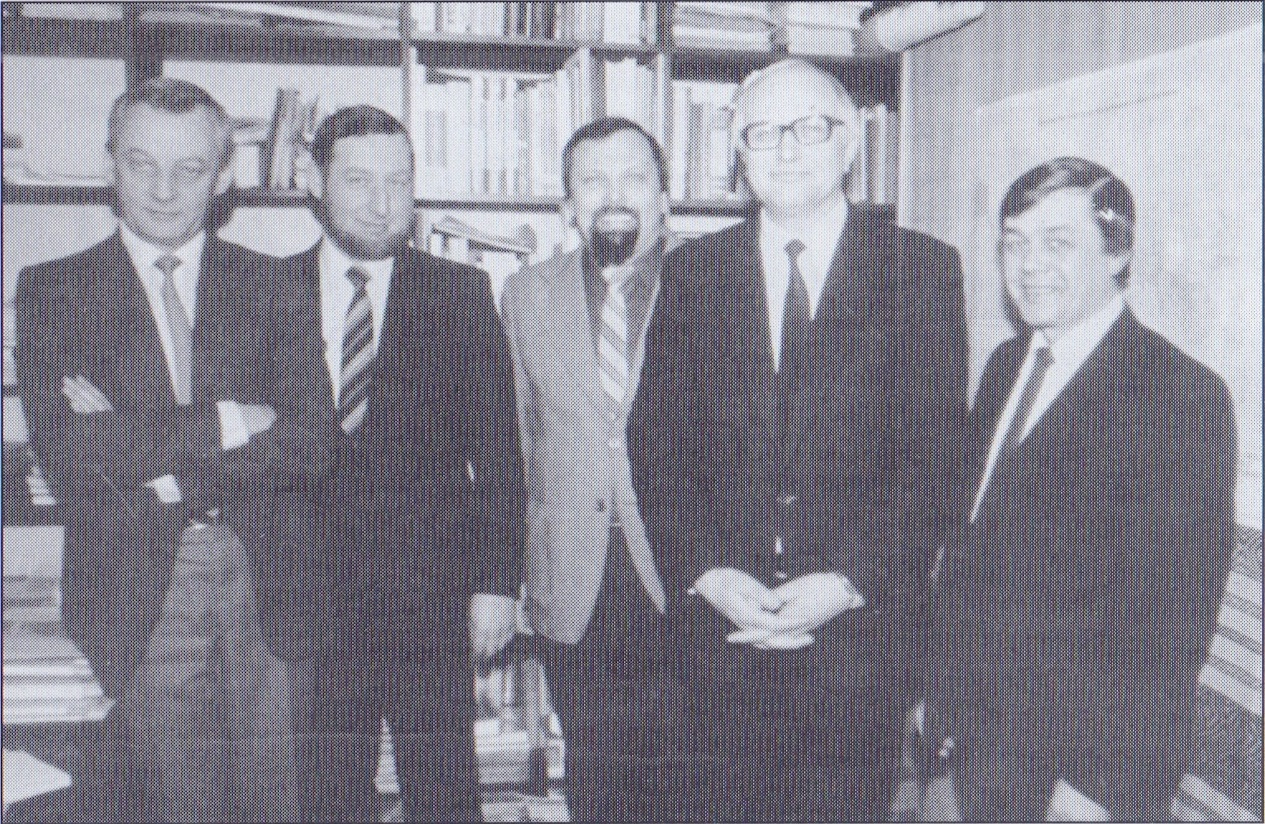
Ostatni skład zespołu redakcyjnego „Chrześcijanina” z czasów ZKE (1988), od lewej stoją: Mieczysław Kwiecień, Henryk Ryszard Tomaszewski, Mieczysław Czajko, Edward Czajko i Kazimierz Krystoń

Urodził się 1 listopada 1948 roku w Olsztynie.
Ukończył studia na Chrześcijańskiej Akademii Teologicznej, magisterium uzyskał w 1974 roku. Pod kierunkiem ks. prof. Woldemara Gastparego napisał dysertację doktorską pt. Grupy chrześcijańskie typu ewangeliczno-baptystycznego na terenie Polski od 1858 do 1939 roku i obronił ją w 1981 roku. Później był m.in. autorem nieopublikowanej pracy Społeczności ewangeliczno-baptystyczne po roku 1939. Był jedynym doktorem teologii w Zjednoczonym Kościele Ewangelicznym.
W latach 1970–1975 pracował w redakcji audycji radiowej „Głosu Ewangelii z Warszawy” oraz w dziale wydawniczym Zjednoczonego Kościoła Ewangelicznego (ZKE). W latach 1975–1988 był członkiem redakcji miesięcznika „Chrześcijanin”. W 1981 roku na X Synodzie ZKE ugrupowanie chrystusowych zgłosiło dwie kandydatury na stanowisko sekretarza Rady Kościoła (H. Sacewicz i H. Tomaszewski). Sacewicz zrezygnował z kandydowania, a Edward Czajko przedstawił kandydaturę Tomaszewskiego Synodowi. Podczas głosowania 161 delegatów głosowało „za”, 1 głos „przeciw”, a 16 delegatów wstrzymało się. Funkcję sekretarza Rady ZKE pełnił przez dwie kadencje do roku 1987. Pełnił też funkcję sekretarza w Komisji Pomocy Polskiej Rady Ekumenicznej. W roku 1983 i 1988 brał udział w oficjalnych spotkaniach Jana Pawła II z przedstawicielami Polskiej Rady Ekumenicznej.
Na ostatnim XII Synodzie ZKE głosował przeciwko rozwiązaniu tego Kościoła i był zdania, że likwidacja ZKE nie jest rozsądną decyzją. Na I Synodzie Kościoła Zborów Chrystusowych wybrany został sekretarzem Rady Kościoła i funkcję tę pełnił do roku 1992. W latach 1987–1992 był również redaktorem naczelnym kwartalnika „Słowo i Życie”. Był zwolennikiem przynależności Kościoła Chrystusowego do Polskiej Rady Ekumenicznej. W roku 2004 zrezygnował z członkostwa w Kościele Chrystusowym. Przez kilka lat był wykładowcą w Wyższym Baptystycznym Seminarium Teologicznym.
W latach 1984–2012 był wydawcą Ekumenicznego Przekładu Przyjaciół .
Zajmuje się także działalnością gospodarczą, jest jednym z założycieli spółki Organic Farma Zdrowia SA .

## Archiwa
Ze względu na charakter swej działalności naukowej wiele czasu spędził w archiwach. W latach 1990–1991 przeglądał zasoby Centralnego Archiwum KC PZPR (dokumenty te zostały przekazane później dla Archiwum Akt Nowych (AAN), ale według Tomaszewskiego nie przekazano wszystkich). W latach 1990–1993 przeglądał dokumenty Centralnego Archiwum Ministerstwa Spraw Wewnętrznych. Korzystał też z archiwów AAN, IPN i innych.
Jako sekretarz Rady ZKE zgromadził materiał archiwalny na temat ZKE, który przekazał później do AAN. Przekazał także oryginalne dokumenty Zjednoczenia Kościołów Chrystusowych z lat 1928–1953 (otrzymał je od Jerzego Sacewicza).

## Działalność naukowa
Zajmował się dziejami Kościoła Chrześcijan Baptystów, Zjednoczonego Kościoła Ewangelicznego oraz Kościoła Chrystusowego. Kościoły ewangelikalne określał zwykle mianem „wolnych kościołów” i przyjmował definicję zaproponowaną przez Mieczysława Kwietnia. Uważa, że główną cechą odróżniającą kościoły ewangelikalne od historycznych jest utworzenie nowej jakości pobożności i nowego stylu życia. Zachodzą pomiędzy nimi nieznaczne różnice dogmatyczne, które dotyczą sposobu pojmowania chrztu wiary, eucharystii i chrztu w Duchu Świętym. Kościoły te manifestują przede wszystkim wiarę w Chrystusa, nie koncentrują się natomiast na tworzeniu nowych dogmatów.
Tomaszewski był zdania, że doniesienia informatorów zwerbowanych w środowisku kościołów mniejszościowych nie przedstawiają wielkiej wartości. Informacje te można było przeczytać w prasie kościelnej. Według Tomaszewskiego dla MBP chodziło przede wszystkim o zdobycie agenta w danym środowisku i mieć poczucie kontrolowania tego środowiska. Uważał, że w Wydziałach ds. Wyznań i Wydziałach Spraw Wewnętrznych pracowali ludzie, których „nie interesowały sprawy dogmatyczne czy organizacyjne inwigilowanych Kościołów, lecz pozyskanie współpracowników agenturalnych”.

## Oceny i krytyka
Zachariasz Łyko zrecenzował jego książkę Kościół Chrystusowy w Polsce w latach 1921–1953 (1992). Ocenił, że została oparta na obszernym materiale źródłowym pochodzącym zwykle z archiwów państwowych dawnych władz wyznaniowych i politycznych i jest to „niezwykły walor pracy historycznej”.
W roku 2009 Tomaszewski opublikował książkę Zjednoczony Kościół Ewangeliczny 1947–1987. Jan Mironczuk ocenił, że jego opracowanie historii ZKE stanowi cenną pomoc dla początkujących historyków zajmujących się problematyką ewangelikalną w PRL-u oraz dla osób interesujących się tą tematyką. Jego zdaniem Urząd do Spraw Wyznań cały czas utrudniał funkcjonowanie ZKE, także Tadeusza Dusika, ocenianego przez innych pozytywnie, umieścił wśród złych dyrektorów UdsW. Szymon Biliński został uznany niemal za sprawcę aresztowań działaczy ZKE w roku 1950. Tomaszewski wyliczył dziesięciu agentów, z których doniesień MBP korzystało przystępując do aresztowań w roku 1950, tymczasem trzech z nich zostało zwerbowanych po owych aresztowaniach, a dwóch innych nie dostarczało materiałów.
Andrzej Seweryn zrecenzował jego książkę Baptyści w Polsce w latach 1918–1958 z 2008 roku. Pochwalił go za „bogactwo źródeł”, zarzucił jednak, że w zbyt wielkim stopniu opiera się na archiwach państwowych, a w zbyt małym na archiwum Kościoła baptystów. W książce niewiele jest informacji o działalności zborów, a te według Seweryna stanowią substancję Kościoła. Dużo uwagi poświęca Naczelnej Radzie Kościoła i jej relacjom z Ministerstwem Wyznań Religijnych i Oświecenia Publicznego w okresie międzywojennym i Urzędem ds. Wyznań w okresie powojennym. Seweryn zarzucił rozpisywanie się o sprawach i zagadnieniach luźno związanych z historią baptystów w Polsce (represje duchownych w ZSRR, Bułgarii i CSRS, ingerencje UdSW w działalność Chrześcijańskiej Rady Ekumenicznej). Według Seweryna podsumowania rozdziałów są w istocie streszczeniami, brak w nich syntezy i pogłębionych wniosków autora.
Ryszard Michalak uznał go za jednego z najbardziej efektywnych autorów publikujących na temat mniejszości religijnych w latach 1945-1989, zarzucił mu jednak przeprowadzenie powierzchownej kwerendy w archiwach i ignorowanie literatury przedmiotu. Opinię Tomaszewskiego, jakoby władz wyznaniowych nie interesowały sprawy dogmatyczne czy organizacyjne, uznał za dalece odbiegającą od realiów polityki wyznaniowej. Michalak cenił Tomaszewskiego dla „innych walorów”.

## Wybrane publikacje
- Wyznania typu ewangeliczno-baptystycznego wchodzące w skład Zjednoczonego Kościoła Ewangelicznego w latach 1945–1956. Tomaszów Mazowiecki: Słowo i Życie, 1991. ISBN 83-88497-11-1. Brak numerów stron w książce
- Kościół Chrystusowy w Polsce w latach 1921–1953. Słowo i Życie, 1992. Brak numerów stron w książce
- Baptyści w Polsce w latach 1858–1918. Warszawa: Kompas II, 1993. Brak numerów stron w książce
- Wspólnoty chrześcijańskie typu ewangeliczno-baptystycznego na terenie Polski w latach 1858–1939. Warszawa: WBST, 2006. ISBN 83-88497-11-1. Brak numerów stron w książce
- Baptyści w Polsce w latach 1918–1958. Warszawa: Słowo i Życie, 2008. ISBN 978-83-925744-2-2. Brak numerów stron w książce
- Zjednoczony Kościół Ewangeliczny 1947–1987. Warszawa: KOMPAS II, 2009. ISBN 978-83-925744-5-3. Brak numerów stron w książce